# Церква Покрови Пресвятої Богородиці (Межигір'я)
Церква Покрови Пресвятої Богородиці в Межигір'ї — парафія і храм греко-католицької громади Коропецького деканату Бучацької єпархії Української греко-католицької церкви в селі Межигір'я Чортківського району Тернопільської области.

## Історія церкви
У центрі села стоїть церква, будівництво якої розпочалося у 1863 році під керівництвом о. Йосифа Соневицького. Вона була дочірньою церквою парафії села Устя-Зелене і зведена на місці старого храму. Церкву будували майстри з Гуцульщини, а керував процесом Іван Романюк із села Іспас. Храм, виконаний у стилі бароко з товстих дерев'яних колод без жодного цвяха, освятили у 1864 році.
За служіння о. Андрія Стотаньчика було встановлено чотириярусний позолочений іконостас. До 1946 року парафія і храм належали до УГКЦ, а з 1946 по 1958 рік — до РПЦ. У 1958 році комуністична влада заборонила богослужіння.
У 1988 році богослужіння відновили в підпорядкуванні РПЦ, того ж року церкву та дзвіницю реставрували. У 1991 році парафія і храм повернулися в лоно УГКЦ. У 1998 році громада завершила будівництво храму.
У 2007 році на парафії відбулася Свята Місія. При парафії діють братство «Апостольство молитви» та спільнота «Матері в молитві».

## Парохи
- о. Йосиф Соневицький,
- о. Гаврищук,
- о. Танчин,
- о. Галабарла,
- о. Миськів (з 1942),
- о. Сворак (з 1954),
- о. Петро Савіцький,
- о. Ярослав Велиган (1991—2000),
- о. Володимир Калабіжко (2000—2001),
- о. Василь Циріль (2001—2002),
- о. Віталій Барабаш (2002—2003),
- о. Ярослав Максимлюк (2003—2011),
- о. Мирослав Бричка (з 2011).